# Durochinon
Durochinon (DQ) ist ein von dem aromatischen Kohlenwasserstoff Durol abgeleitetes 1,4-Benzochinonderivat, bei dem vier Wasserstoffatome durch Methylgruppen ersetzt sind. Es wirkt als Oxidationsmittel und wird in Redoxreaktionen zum Tetramethylhydrochinon reduziert. Im katalytisch aktiven Nickel(0)-Komplex Bis(cycloocta-1,5-dien)nickel Ni(COD)2 kann ein 1,5-Cyclooctadien (COD)-Ligand durch DQ ersetzt werden, wobei der außerordentlich stabile und aktive Komplex Ni(COD)(DQ) entsteht.

## Vorkommen und Darstellung
Durochinon (hier als Durolchinon bezeichnet) wurde bereits 1885 von J.U. Nef bei der Oxidation von 3,6-Diaminodurol mit Eisen(III)-chlorid (FeCl3) erhalten.
Nach einer Laborvorschrift kann auch das 3,6-Diaminodurol-hydrochlorid – als Doppelsalz mit Zinn(IV)-chlorid (SnCl4) – mit Eisenchlorid mit einer Ausbeute von 90 % zum Durochinon oxidiert werden.

## Eigenschaften
Durochinon ist ein stabiler, kristalliner Feststoff, der in gelben Nadeln kristallisiert und durch Umkristallisation oder Sublimation gereinigt werden kann. „Das (so erhaltene) Durolchinon ist ein schöner Körper“.
Die Verbindung löst sich sehr leicht in Diethylether, Chloroform, Benzol, Ethanol und Aceton und leicht in heißem Ligroin. Als alkylsubstituiertes Derivat des 1,4-Benzochinons ist DQ ein schwächeres Oxidationsmittel als 1,4-Benzochinon und deutlich schwächer als DDQ und als Chloranil.

## Anwendungen
Durochinon lässt sich mit Zink und Natronlauge, sowie mit schwefliger Säure (H2SO3) oder Natriumamalgam zu dem oxidationsempfindlichen 2,3,5,6-Tetramethylhydrochinon (Durohydrochinon), reduzieren.
Wegen seiner Ähnlichkeit zu natürlichen chinoiden Systemen, wie z. B. Ubichinone und Vitamin K3, wird Durochinon als Modellsubstanz in Versuchen zur Nachahmung der Funktion von Reduktasen wie der NAD(P)H-Dehydrogenase mit NADH als Hydridquelle eingesetzt.
In Publikationen aus den frühen 1960er Jahren wurden stabile Ni0-Komplexe mit Durochinon beschrieben. In diesen Sandwichkomplexen stabilisiert Durochinon den nullwertigen Ladungszustand des Nickels – im Gegensatz zu anderen p-Benzochinonen, die das Ni-Zentralatom zum Ni2+-Ion oxidieren.
Aus Nickeltetracarbonyl ([Ni(CO)4]) wurde mit Durochinon und Cyclooctatetraen (COT) als Liganden der hier Cyclooctatetraen-durochinon-nickel(0) genannte tiefrote Ni0-Komplex erhalten (65 % Ausbeute).
Mit Durochinon und dem cyclischen Dien 1,5-Cyclooctadien (COD) entsteht das so genannte Ni(COD)(DQ) (DQ=Durochinon, engl. duroquinone) in Form tiefroter Kristalle.
Diese Verbindung wurde knapp 50 Jahre später wiederentdeckt und die Bedeutung des Komplexes Ni(COD)(DQ) als thermisch stabile, luft- und feuchtigkeitsunempfindliche und einfach zugängliche Vorstufe für hochaktive Nickel-Phosphin-Komplexe erkannt.
Statt mit hochgiftigem und flüchtigem Nickeltetracarbonyl kann der Komplex Ni(COD)(DQ) einfacher und kostengünstiger aus Bis(cycloocta-1,5-dien)nickel Ni(COD)2 (79 % Ausbeute) bzw. zweistufig aus Nickel(II)-acetylacetonat Ni(acac)2 (60 % Ausbeute) dargestellt werden.
Ni(COD)(DQ) zeigt zusammen mit σ-Donatoren, wie z. B. Triphenylphosphan (PPh3) oder 1,3-Bis(diphenylphosphino)propan (dppp) in Suzuki-Kupplungen und bei der Aminierung von Arylchloriden (Buchwald-Hartwig-Kupplung) sehr gute katalytische Wirksamkeit.
Der praktisch gleichzeitig publizierte Ni0-Komplex Ni(4-tBu stb)3 scheint jedoch gegenüber Ni(COD)(DQ) Vorteile zu bieten.